# Dave Cairns
Dave Cairns (født 15. november 1958 i Walthamstow, London) er en engelsk rock-guitarist og sangskriver, bedst kendt for sin rolle i 1970 til 1980 i bandet Secret Affair. Han skrev en af bandets største hits, og så var han kendt for sin intense guitar stil.